# Districte de Nishi-Tama
Nishitama (西多摩郡, Nishitama-gun) és un districte que es troba a Tòquio (Japó).

## Geografia
El districte de Nishitama es troba en la zona més occidental de Tòquio, a una zona muntanyosa. És una zona amb poca població, sent el l'àrea de Tòquio amb menys població. Nishitama comprén els següents municipis:

### Viles
- Hinode
- Mizuho
- Okutama

### Pobles
- Hinohara

## Història
El 22 de juliol de 1878 el districte de Tama, el queal fins al moment havia format part de la província de Musashi, fou dividit en quatre: Higashitama (Tama oriental), Kitatama (Tama septentrional), Minamitama (Tama meridional) i Nishitama (Tama occidental). En aquell moment, Nishitama comptava amb una vila i 93 pobles. L'1 d'abril de 1889 amb la nova legislació, el districte passà a tindre dos viles i 30 pobles. L'1 d'abril de 1893 Nishitama passà de formar part de la prefectura de Kanagawa a estar en la prefectura de Tòquio. Amb el pas del temps, en l'any 1970 del segle XX els altres districtes (Higashitama, Minamitama i Kitatama) van deixar d'existir, romanent únicament en actiu el de Nishitama. En el passat, els municipis d'Ōme, Fussa, Hamura i Akiruno van formar part d'aquest districte.